# 福建省革命委员会
福建省革命委员会，简称福建省革委会，是1968年8月至1979年12月间福建省的省级国家行政机关。

## 历任领导

### 前期
- 时间：1968年8月－1976年10月
- 主任：韩先楚（－1973年12月） → 廖志高（1974年11月－1976年10月）
- 第一副主任：皮定均（－1969年11月）
- 副主任：蓝荣玉、伍洪样、叶松、朱耀华、黄亚光、庄志鹏、田毓民、洪秀枞、郑火排、王云集、卓雄（1969年11月－）、陈佳忠（1975年6月－）、魏金水（1975年6月－）、刘永生（1975年6月－）、贾久民（1975年6月－）、李敏唐（1975年11月－）、许亚（1975年11月－）、金昭典（1975年11月－）

### 后期
- 时间：1976年10月－1979年12月
- 主任：廖志高
- 副主任：蓝荣玉、伍洪祥、田毓民（－1978年1月）、洪秀枞（－1978年1月）、郑火排、贾久民（－1978年1月）、刘永生、魏金生（－1978年1月）、李敏唐（－1978年1月）、许亚、梁灵光（－1979年10月）、金昭典、张格心（1976年10月－）、毕际昌（1977年12月－）、王炎（1978年1月－）、马兴元（1978年1月－）、张遗（1978年9月－）、白治民（1978年9月－1979年7月）、温附山（1978年9月－）、郭超（1979年8月－）